# Wilhelm Kutscher (Richter)
Wilhelm Kutscher (* 13. Juni 1920 in Veckenstedt; † 2017) war ein deutscher Richter.

## Leben
Er stammte aus dem Nordharz und wurde in Veckenstedt geboren. In der Kreisstadt Wernigerode besuchte er das Fürst-zu-Stolberg-Gymnasium, wo er das Abitur ablegte. Danach studierte er Rechtswissenschaften und legte Ende 1949 an der Universität Würzburg die erste juristische Staatsprüfung ab. 1950 wurde er Referendar am Amtsgericht Bad Harzburg und wechselte dann an weitere Gerichte im Raum Braunschweig. In Hannover absolvierte er im Juni 1953 die zweite juristische Staatsprüfung. Am Amtsgericht Lüneburg wurde Wilhelm Kutscher 1956 zum Amtsgerichtsrat ernannt. 1964 erfolgte in Braunschweig seine Beförderung zum Landgerichtsrat und 1965 zum Landgerichtsdirektor. Im Mai 1971 wurde er Präsident eines Zivilsenats am Oberlandesgericht. Im Januar 1975 ernannte ihn der niedersächsische Justizminister zum Präsidenten des Landgerichts Braunschweig und hob dabei hervor, dass Kutscher mit der Praxis in allen Gerichten vertraut sei. Er löste den bisherigen Landgerichtspräsidenten Eberhard Kuthning ab. Am 29. August 1985 trat Wilhelm Kutscher in den Ruhestand. Sein Amtsnachfolger wurde der bisherige Braunschweiger Amtsgerichtspräsident Jochen Lindemann. Nach dem Ende der DDR 1990 leitete er in Magdeburg den Überprüfungsausschuss für Richter.

## Ehrungen
- 1991: Bundesverdienstkreuz 1. Klasse